# Ambassade des Comores au Maroc
L'ambassade des Comores au Maroc est la représentation diplomatique de l'union des Comores au royaume du Maroc. Elle est située à Rabat.

## Ambassade
L'ambassade située à Rabat est inaugurée le 26 octobre 2020.

## Consulat
Les Comores disposent également d'un consulat général à Laâyoune.